# Le Clan des chiens : Sur la piste des hommes
 (juin 2017).
Le Clan des chiens : Sur la piste des hommes (The Last Dogs) est un roman écrit par Christopher Holt, de son vrai nom Jeff Sampson (en). Le livre a été publié en 2012. Les héros principaux sont des chiens qui vont traverser différentes histoires et vivre une grande histoire d'amitié,.

## Résumé
Max est un labrador, qui vit dans une ferme avec ses propriétaires, Charlie et Emma. Max est placé dans un chenil car ses maîtres sont partis en vacances. Mais très vite Max se rend compte que Vito n'est pas venu le nourrir depuis des jours. Alors qu'il essaye de s'échapper il croise un teckel qui lui explique comment s'évader du chenil. Peu après Max se retrouve dehors, confronté à un problème : une meute de loups.
Un loup prénommé Vaurien se bat contre Max qui va se faire aider par Rocky, le petit teckel. Ensemble ils repoussent Vaurien, Dolph et sa meute pour profiter des croquettes. Les deux amis quittent le chenil car celui-ci prend feu, alors Max décide d'emmener Rocky dans sa demeure, afin d'y retrouver son amie, Madame, la vieille labrador.
Arrivé sur place Max ne voit personne à la ferme, juste les cadavres des vaches. Il se demande alors où sont passés tous les humains.
Le lendemain, Max et Rocky partent de la ferme avec leurs provisions pour aller en ville. Sur le chemin ils rencontrent deux gros chiens qui les conduisent à leur campement « L'Enclave », où sont réfugiés tous les chiens abandonnés sous l'autorité de Finegriffe, un caniche. Ils font connaissance de Bidule, la petite yorkshire. Max et ses amis restent une semaine au campement, puis repartent à la recherche de Madame, mais en chemin ils retrouvent Finegriffe qui ne veut pas les laisser partir de L'Enclave.
Puis Max flaire l'odeur de la meute de Dolph, alors Max, Rocky et Bidule les éloignent du campement et les emmènent vers la ville. Max arrive à les semer dans un magasin où les loups ont de quoi manger. Après s'être rassasiés, les loups se relancent à leur poursuite. Max décide d'aller vers la rivière, les trois amis arrivent à échapper à la meute. Après avoir marché toute la nuit ils trouvent une maison, mais celle-ci est infestée de chats, alors ils vont devoir les convaincre de les laisser passer.
Bidule sympathise avec un des chats, Raoul. Il les accompagne dans une maison pour qu'ils reprennent des forces, celui-ci leur raconte comment s'est passée la capture des humains. Il sera plus tard tué par Dolf en protégeant son clan contre les loups.
Max va retomber sur la meute de Dolph et va leur échapper. Puis Max, Rocky et Bidule déjouent les plans d'un gang de rats.
Max et ses amis vont à la recherche de Madame, captive d'un doberman qui se fait appeler "le doyen" et qui règne sur une communauté de chiens qu'il domine grâce à une discipline de fer, et surtout à un immeuble automatisé dont il a compris le fonctionnement. Les trois chiens retrouvent Madame mal en point, mais la vieille labrador meurt, non sans leur avoir conseillé de gagner la mer, où - selon elle - se sont réfugiés les humains. Max est fait prisonnier, mais il arrive à se libérer. Poursuivi par Le Doyen et sa garde rapprochée, il ne leur échappe qu'en se jetant dans la gueule des loups. Dolf et le Doyen se battent pour garder leur proie, permettant à Max, Rocky et Bidule de s'enfuir. Mais ils n'ont pas retrouvé Charlie et Emma.